# Múscul recte femoral
El múscul recte femoral (musculus rectus femoris) o recte anterior de la cuixa, és un múscul biarticular, és a dir, actua en l'acció de dues articulacions. Està situat a la part anterior del quàdriceps. Aquest múscul es troba innervat pel nervi femoral i irrigat per una branca de l'artèria circumflexa externa.
S'origina en l'espina ilíaca anterior inferior i s'insereix distalment a través del tendó rotular. Forma, juntament amb el vast intern, el vast extern i el vast intermedi, el múscul quàdriceps femoral. És un múscul fusiforme que es reuneix amb una altra zona originada al canal supracondili, formant un cercle en forma de cinta que ocupa tota la cara anterior de la cuixa.
La seva funció és flexionar des la cuixa cap al tronc (flexor del maluc) i estén la cama (extensor del genoll).

## Galeria d'imatges

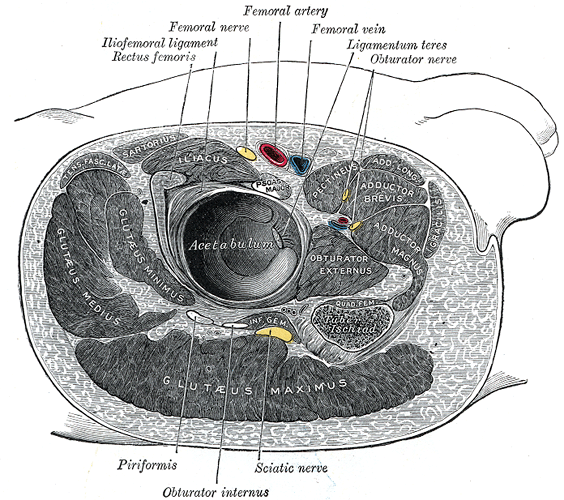
Estructures que envolten l'articulació dreta del maluc.
Secció transversal de la zona central de la cuixa.
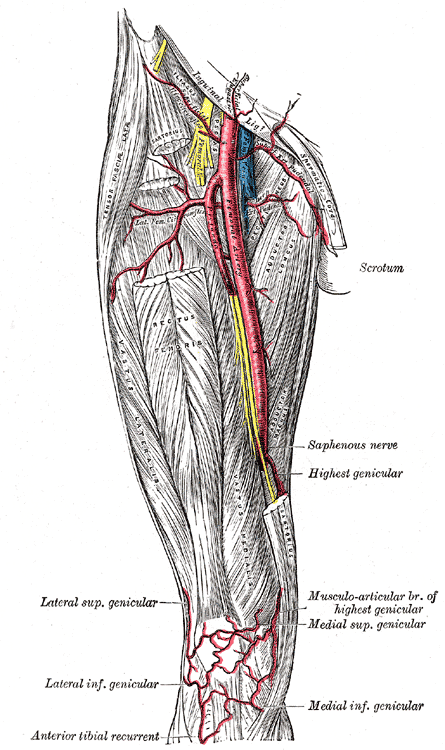
Artèria femoral.
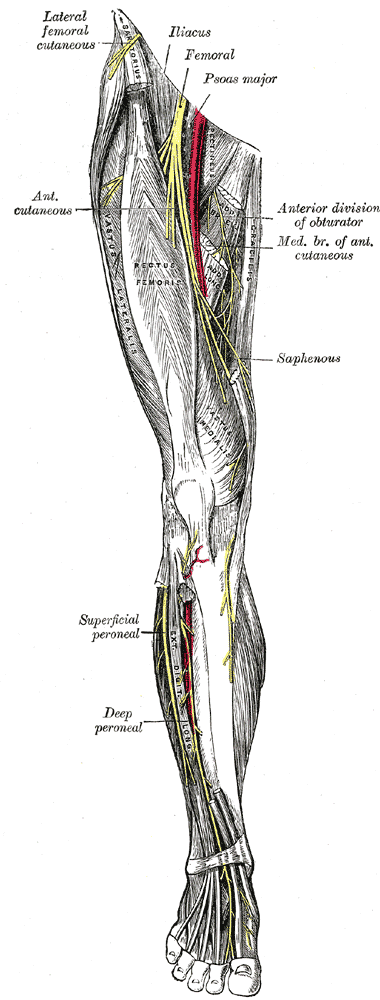
Nervis de l'extremitat inferior dreta. Vista frontal.